# Fajó János
Fajó János (Orosháza, 1937. február 9. – 2018. július 8.) Kossuth-díjas magyar festőművész.
Kassák Lajos szellemi örököse, sokáig kimondatlanul, de a művész és a művészet szabadságát és a művészet demokratizálását vallotta. A geometrikus tradíciókból, a konstruktivizmus művészetszemléletéből építkezett. Műveire hatással van az op-art, a minimal art és az „új geometria” programja. Világosan szerkesztett, tiszta és derűs színekkel közreadott alkotásai optimizmust sugároznak.

## Élete
A békéscsabai Rózsa Ferenc Gimnáziumban érettségizett, majd a Magyar Iparművészeti Főiskola díszítő festő szakát végezte el 1956 és 1961 között. Tanárai voltak Miháltz Pál, Z. Gács György, Szentiványi Lajos. Utána még tanított itt másfél évig. Számos tanulmányúton járt, többek között a Szovjetunióban, Egyiptomban, Bécsben, Bázelben, Párizsban, Londonban és Nürnbergben. 1974-ben öt társával létrehozták a Pesti Műhelyt, amelynek 1982 óta egyedüli jogutódja. 1976 és 1988 között a Józsefvárosi Galéria vezetője volt, 1990-ben a Műcsarnokban állított ki. Ő volt a Gyorsuló idő című könyvsorozat grafikai tervezője.
Számos hazai és külföldi kiállításon vett részt, az igazi sikert a külföldieken érte el. Nem véletlenül adtunk közre bőséges válogatást egyéni és csoportos kiállításairól, látnunk kell, hogy mint művész alkotótársaival éppen úgy együttműködött, mint a legjobb munkahelyeken a munkatársak. Együtt sokszorozták meg művészetüket és hozták létre Magyarországon az 1970-1990-es évek magyar neoavantgárd művészetét, amely Fajó János, az "öreg" Korniss Dezső, Attalai Gábor, Bak Imre, Bocz Gyula, Csiky Tibor, Harasztÿ István, Hencze Tamás, Keserü Ilona, Lantos Ferenc, Nádler István, Pauer Gyula nélkül elképzelhetetlen lett volna.

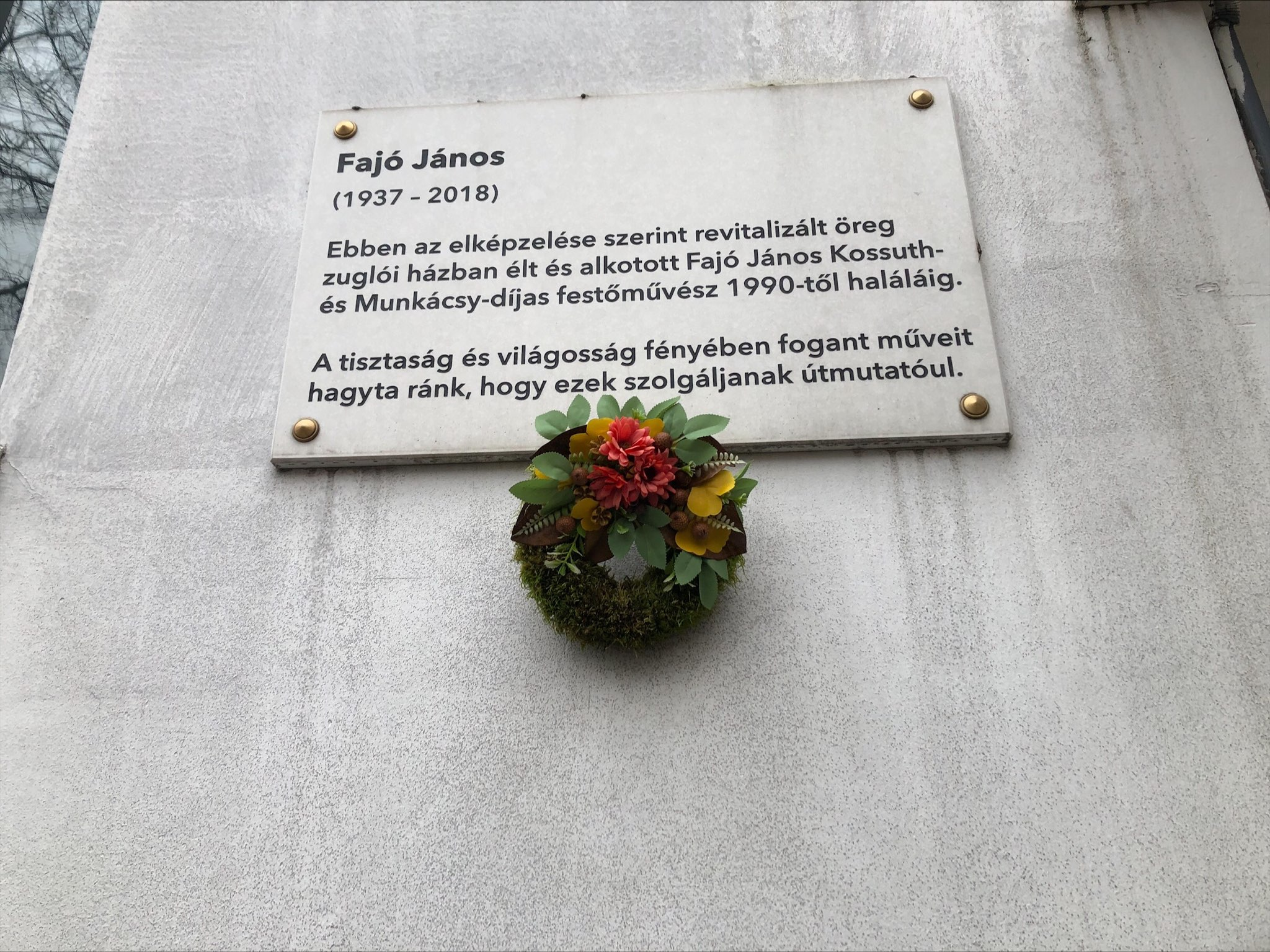
Fajó János emléktábla

Műveit a Magyar Nemzeti Galéria, a Ludwig Múzeum, a Kassák Lajos Emlékmúzeum, s jeles magyarországi vidéki múzeumok őrzik (debreceni Déri Múzeum; miskolci Herman Ottó Múzeum; pécsi JPM; Kalocsai Városi Képzőművészeti Gyűjtemény; hajdúszoboszlói Modern Művészetek Múzeuma; békéscsabai Munkácsy Mihály Múzeum; sárospataki Képtár; Szombathelyi Képtár; vajai Vay Ádám Múzeum); győri Xantus János Múzeum). Számos alkotása osztrák, német, svájci, olasz, szlovák és lengyel múzeumokba került (Albertina, Bécs; Arte Struktura, Milánó; Burgenlandische Museum, Eisenstadt; szlovákiai Dunaszerdahelyi Képtár; Foundation Leschot, Bern; König-Brauerei KG, Duisburg; Kunst Museum, Bochum; Landesm. Joanneum, Graz; Modern Museum, Chelm; M. MADI, Manbenge; Nemzeti Galéria, Poznan; Sammlung Credit Suisse, Frankfurt; Schubladen M. Kunsthalle, Zürich).
Gyászszertartása a Fiumei úti sírkert ravatalozójában 2018. július 20-án történt, „a július 8-án 81 évesen elhunyt művész életművének otthont adó ház emlékmúzeumként látogatható, és végakaratának megfelelően hamvai annak kertjében nyerik el végső nyugalmukat” — közölte a a Széchenyi Irodalmi és Művészeti Akadémia.

## Stílusa
Az 1960-as évek második felére kialakuló egyéni stílusa főként a geometrikus tradíciókból, a konstruktivizmus művészetszemléletéből építkezik. Műveire hatással van az op-art, a minimal art és az „új geometria” programja is. Szellemi mestere Kassák Lajos, akinek műveiből 1965-ben a Fiatal Művészek Klubjában rendez kiállítást. Képeinek kompozíciós alapelve a redukció, mely a természeti formák geometriai alapformákra való leszűkítésén és e reduktív elemek variálhatóságán alapul. Művein meghatározó szerepet játszik az érzékiség. 1971-ben Bak Imrével fogalmazták meg a korszak progresszív művészetét képviselő alkotók egy csoportjának programját a szitanyomó kör, majd Budapesti Műhely, röviden Pesti Műhely keretében. A Fajó vezette Józsefvárosi Galéria több mint egy évtizeden át (1976–1988) biztosított kiállítóhelyet a Pesti Műhely körül csoportosuló művészeknek (Bak, Fajó, Nádler István, Keserü Ilona, Mengyán András).
Plasztikai világa szoros rokonságot mutat festészetével. Szobrai valójában a kétdimenziós felületen kidolgozott elvek térbeli megvalósulásai. A vásznakon, szitanyomatokon megjelenő geometriai alapformákból: a körből, a négyzetből, a háromszögből alakítja ki saját szobrászati formavilágát. Az 1960-as években főként hajtogatott papírkivágásokat készít, a későbbiekben a szobrok alapanyagát és a megmunkálás technikáit alapvetően a mű gondolatiságával összefüggően, szerves módon alkalmazza. A győri fémszobrász alkotótelep és szimpózium egyik alapítója.

## Galéria

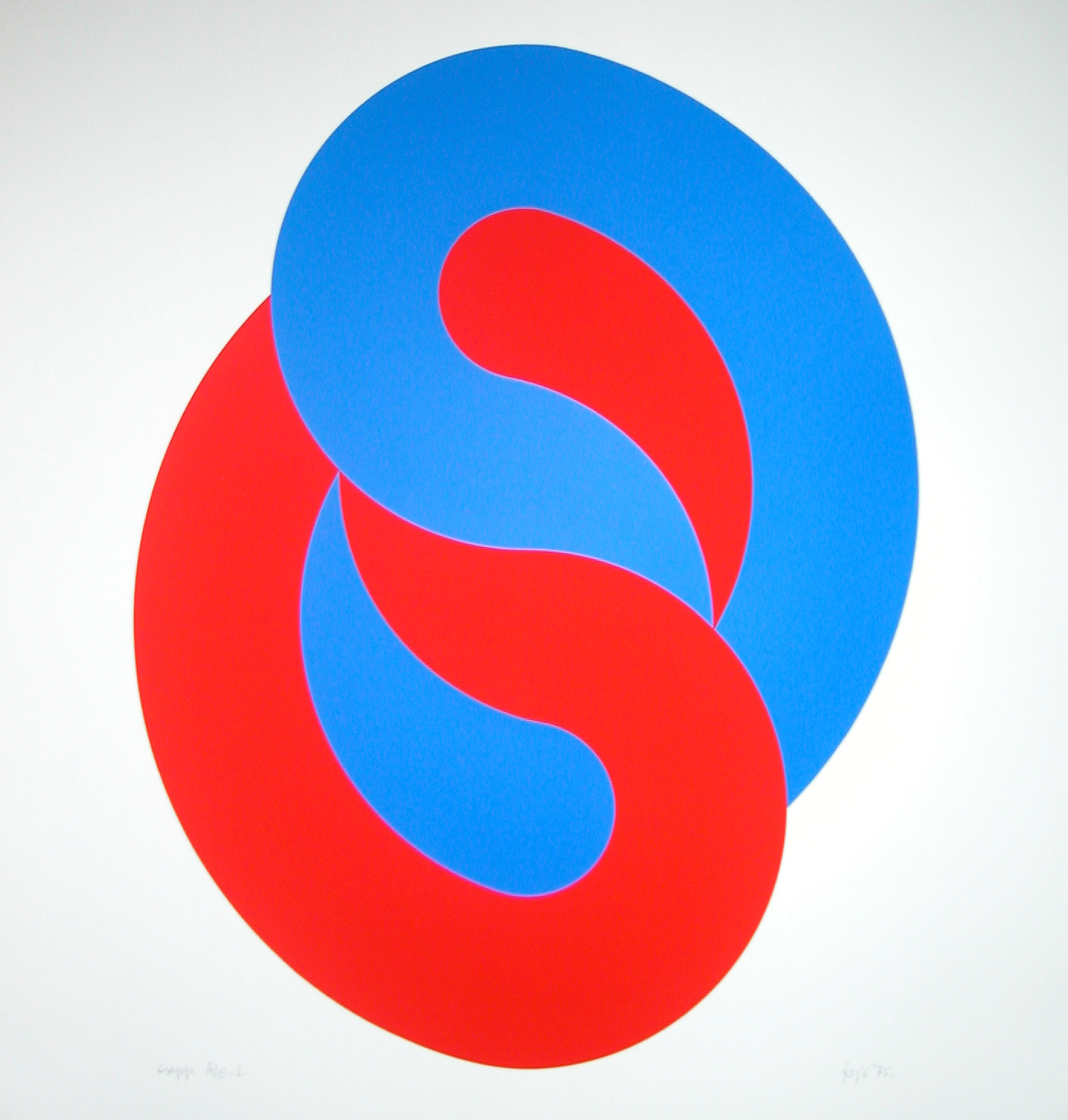
Csepp
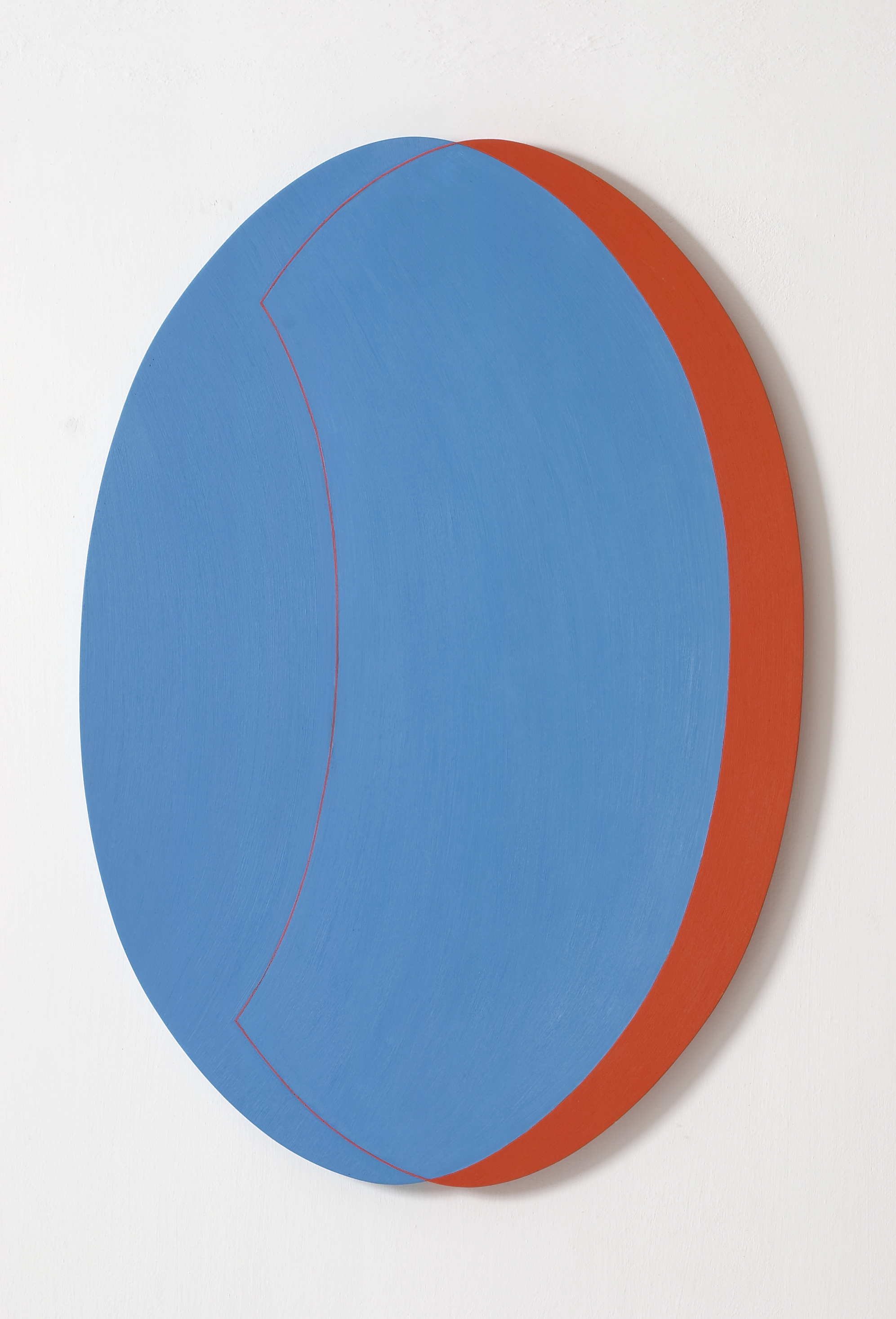
Ellipszis
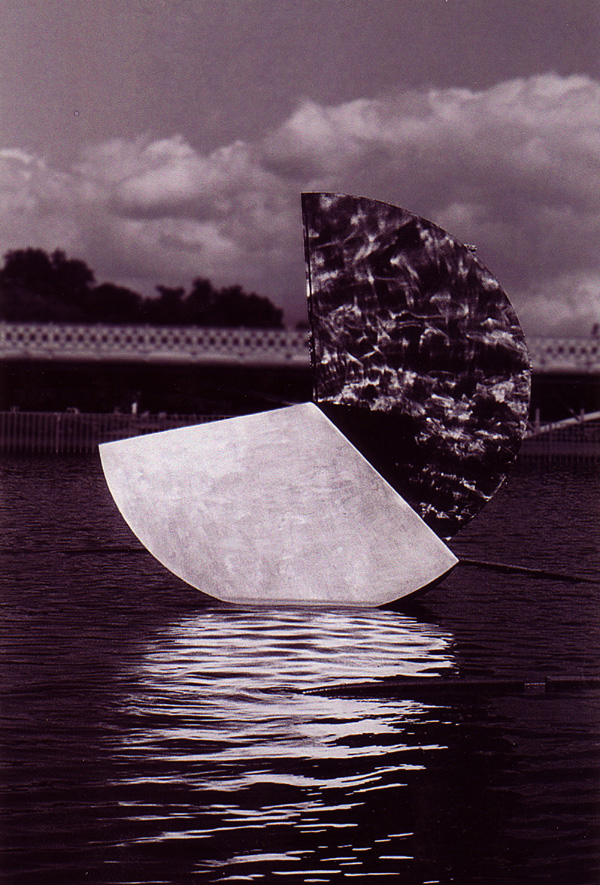
Kör 3 dimenzióban
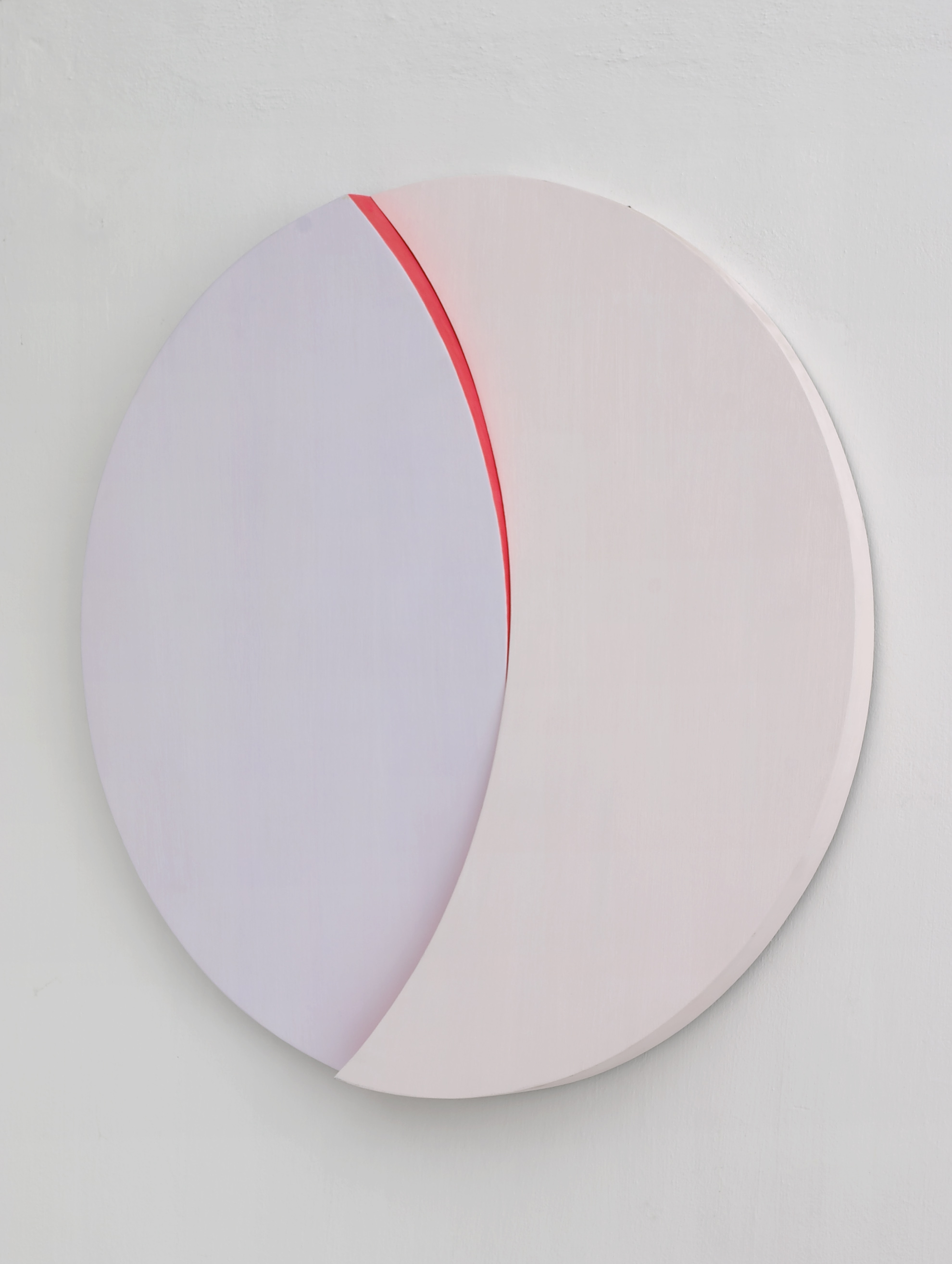
Körmetszés

## Művei (válogatás)

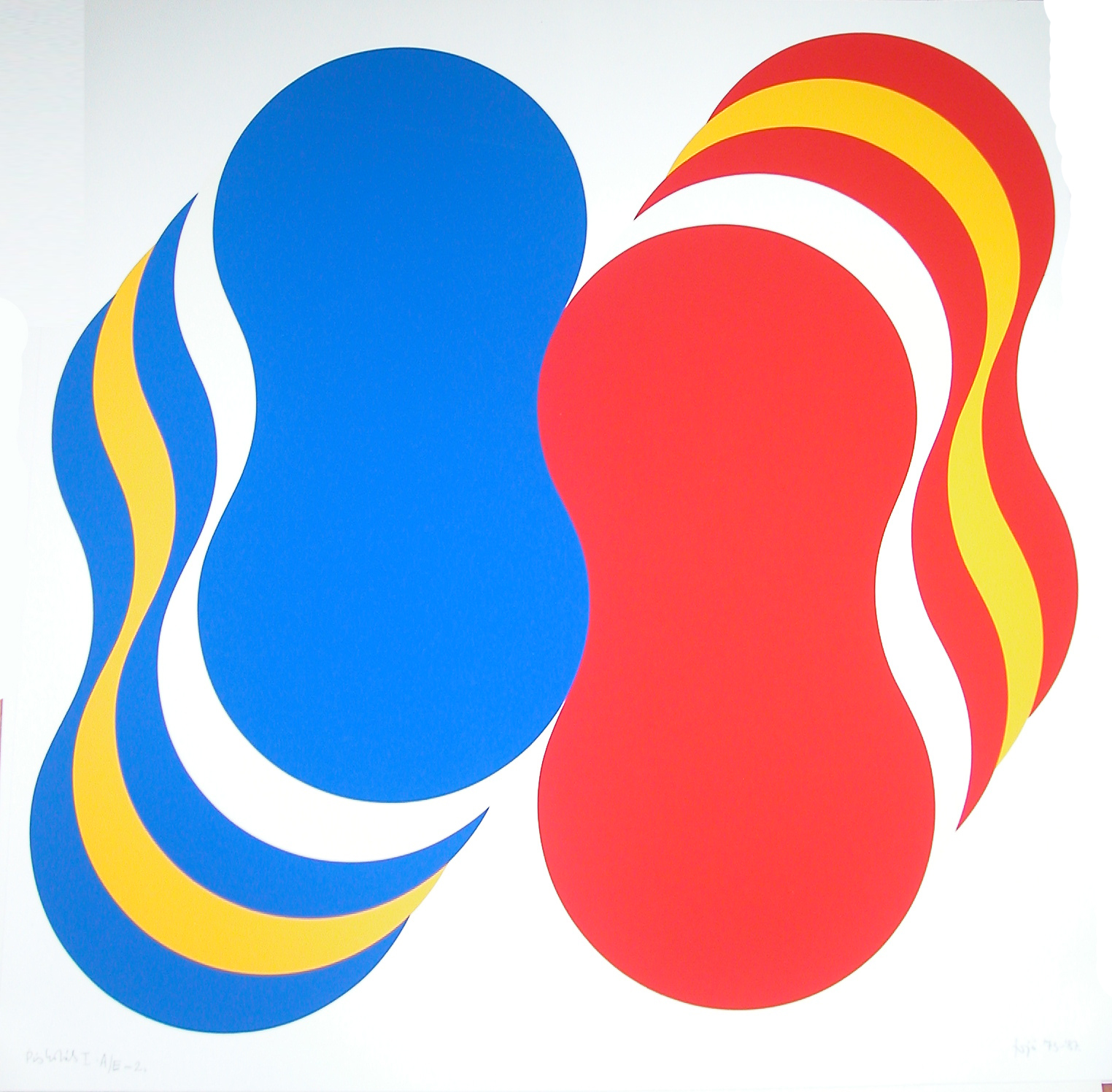
Piskóták 3

- 1953 Önarckép (olaj, kartonpapír; 59 x 47 cm)
- 1966 Kompozíció I. (Composition I.) (olaj, fa, 46 x 48 cm)
- 1966 Kompozíció II. (Composition II.) (olaj, fa, 46 x 48 cm)
- 1966 Sárkány (Dragon) (olaj, vászon, 132 x 75 cm)
- 1968 Kör (Circle) (olaj, fa, 92 cm)
- 1970 Izgalom (Tension) (olaj, vászon, 100 x 100 cm)
- 1973 Finger-biscuits III. (olaj, vászon, 110 x 180 cm)
- 1979 Formázott vászon[4]
- 1997 Fehér repedés III. (White rift III.) (olaj, fa, 111 cm)
- 1997 Perforált rombusz (Perforated rhombus, egg-tempera on wood) (tojástempera, fa, 40 x 45 cm)
- 1999 Sárga vonal (Yellow line) (olaj, fa, 1 cm x 53,5 cm)
- 1999 Hideg-meleg (Cold-warm) (olaj, fa, R: 153 cm x 8 cm)
- 2000 Két háromszög (Two Triangles) (olaj, fa, 150 x 150 x 8 cm)
- 2000 Relief kép II. (Relief picture II.) (olaj, fa, 135 x 130 x 8 cm)
- 2001 Relief 8. (olaj, fa, 40,5 x 30 x 3 cm)
- 2001 Két forma (Two forms) (olaj, fa, 38 x 35,5 x 3,2 cm)
- 2002 Formaünnep (Feast of Forms) (olaj, fa, 200 x 200 cm)
- 2005 Ellipszisek (Ellipses) (olaj, fa, 71 x 61 cm)
- 2007 Köráthatás (olaj, fa, 49,5 cm-es átmérő)

## Köztéri alkotásai (válogatás)
- 1962 Műanyag falikép (Csatárka úti Gyermekotthon, Budapest)
- 1966 Mozaikfal (Agrártudományi Egyetem, Gödöllő)
- 1974 Színes festett fa pannó (Vendéglátóipari Szakközépiskola, Budapest)
- 1977 Térplasztika (Stadion, Győr)
- 1977 Térplasztika (Ifjúsági Park, Békéscsaba)
- 1980 Krómacél falburkolat (Délpesti Kórház)
- 1980 Olaj-vászon pannó (olaj, vászon) (Kohászati Gyárépítő Vállalat, Tápiószele)
- 1982 Eternit térplasztika ( Novotel Szálló, Budaörs)
- 1983 Mobil eternit relief ( Megyei Kórház, Miskolc)
- (Év nélkül) Eternit homlokzati burkolat, krómacél cégfelirat (Nyomdagrafika Székház)
- 1995 Moholy-Nagy emlékmű (Bácsborsód)

## Egyéni kiállítások (válogatás)
- 1968 Fényes Adolf Terem, Budapest
- 1970 Fészek Galéria, Budapest
- 1971 Galerie Minimax, Bázel

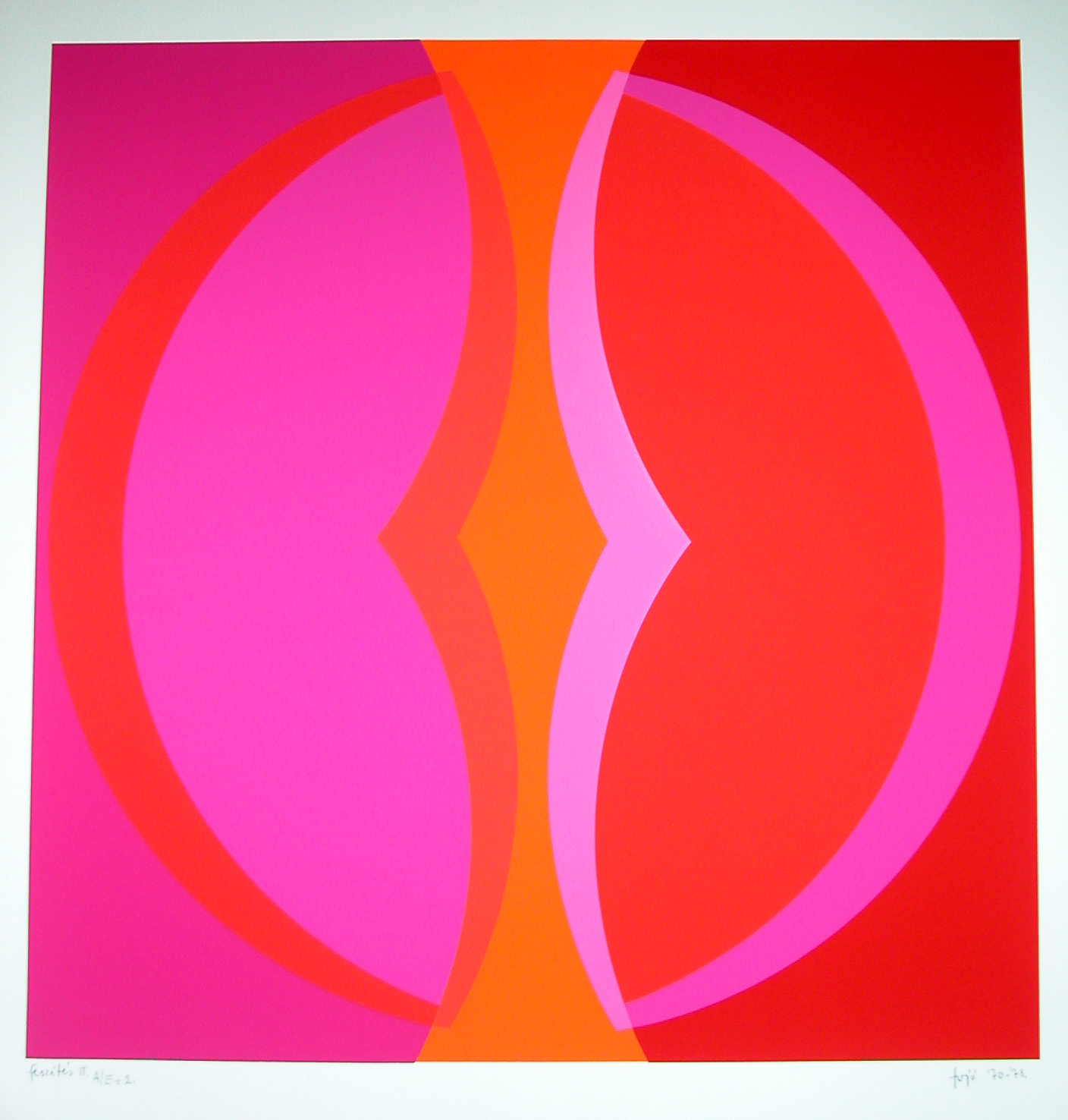
Öröm

- 1973 Sík és térgrafikák, Petőfi Sándor Művelődési Központ, Esztergom
- 1974 Grafikák, BME, E-Klub, Budapest /  Grafikák, Tízek Klubja, Kulich Gyula Ifjúsági és Úttörő Ház, Békéscsaba
- 1975 Kulturális Kapcsolatok Intézete, Budapest / Ifjúsági és Úttörő Ház, Székesfehérvár
- 1978 Járási Hivatal, Encs (Bak Imrével) / Grafikai kiállítás, Vármúzeum, Gyula / Művelődési Központ, Ózd (Bak Imrével) / Kaesz Gy. Szakmunkásképző, Budapest (Segesdy Györggyel)
- 1979 Ifjúsági Ház, Székesfehérvár
- 1980 Bartók Művelődési Központ, Szeged / Kossuth Lajos Tudományegyetem aulája, Debrecen
- 1981 Balatonfüredi Galéria, Balatonfüred
- 1983 Hevesi Sándor Művelődési Központ, Nagykanizsa / Móra Ferenc Múzeum, Szeged
- 1985 Grafikák, Városi Művelődési Központ, Encs / Szerigrafikák, Vörösmarty Színház, Székesfehérvár / Centro Documentazione Artein, Róma
- 1986 Szerigrafikák, Művelődési Központ, Eger / Bástya Galéria, Budapest
- 1988 Megyei Könyvtár, Békéscsaba / Grafikák, József Attila Megyei Könyvtár, Miskolc / Gouachen, Serigrafien, Galerie Eremitage, Berlin / Ostwest Galerie, Zürich (Max Billel)
- 1990 Retrospektív kiállítás, Műcsarnok, Budapest
- 1991 Farben und Formen. Malerei, Graphik, Plastiken, Magyar Kultúra Háza, Berlin
- 1992 Kőrösi Csoma Főiskola, Békéscsaba / Bilder, Objekte, Graphiken, Graf & Schelbe Galerie, Bázel
- 1993 Multiplikációk, Teleki kastély Galéria, Szirák
- 1994 Gouache, Graphiken, Objekte, Bilderhaus Bornemann, Lübeck
- 1995 1970-1995 Budapest (Harasztÿ Istvánnal és Hencze Tamással) / Galerie von Bartha, Bázel / Sík, tér, felület: új plasztikák, Körmendi Galéria, Budapest / Konstruktiv IV. Siedbrücke und Metallobjekte, Galerie Haslinger, Bécs
- 1996 Régi képek, új szobrok, Csillaghegyi Pincegaléria, Budapest / Márványplasztikák, Varázskő Galéria, Pilisvörösvár
- 1997 Konkrete Tendenzen, Galerie Haslinger, Bécs / Fémplasztikák, Suzuki Ház Galéria, Budapest
- 1998 Képek, szobrok, grafikák (Csiky Tiborral és Nádler Istvánnal), Esterházy Palota, Győr / Schöffer Múzeum, Kalocsa
- 1999 Die Neue, Art Fair G. Erdész+Menshikoff, Stockholm
- 2000 Fajó János kiállítása Virág Csabával, Kévés Stúdió Galéria, Budapest
- 2003 Síkplasztikák, Millenáris, Budapest / Kiállítása (Bak Imrével), A.P.A.! – Ateliers Pro Arts, Budapest
- 2004 A formák élete - vázlattól a megvalósulásig, Szinyei Szalon, Budapest
- 2007 A tárgytól a formáig 1950–65, Fény Galéria, Budapest
- 2008 Körök három dimenzióban, MONO Galéria, Budapest
- 2008 Ellipszisek, Kévés Stúdió Galéria, Budapest
- 2009 Szitanyomatok, szobrok, Nemzetközi Modern Múzeum, Hajdúszoboszló
- 2009 Feketén Fehéren, Vince Galéria, Budapest
- 2009 Reliefs and paintings, Galeria Komart, Bratislava
- 2010 Feketén Fehéren, MTA Regionális Kutatások Központja, Győr
- 2010 Unikát és Multiplikák, Prestige Galéria, Budapest
- 2010 Feketén Fehéren, Jankay Galéria, Békéscsaba
- 2010 Reliefs and paintings, Galeria Komart, Bratislava
- 2011 Válogatás egy életműből, Munkácsy Mihály Múzeum, Békéscsaba
- 2011 Black and Wihte, Galéria Komart, Bratislava
- 2012 Objekte und Malerei, Gallery Komart, Berlin
- 2013 Werke Konkreter Kunst, Stiftung für Konkrete Kunst Roland Phleps, Freiburg

## Csoportos kiállítások (válogatás)
- 1962 9. Magyar Képzőművészeti kiállítás, Műcsarnok, Budapest
- 1963 Fiatal Képzőművészek Stúdiójának IV. kiállítása, Ernst Múzeum, Budapest
- 1964 Fiatal Képzőművészek Stúdiójának V. kiállítása, Ernst Múzeum, Budapest / Fiatal Képzőművészek Stúdiójának kiállítása, Zágráb; Belgrád
- 1965 10. Magyar Képzőművészeti kiállítás, Műcsarnok, Budapest / Internationale Graphik Ausstellung, Lipcse
- 1966 Stúdió '66, Ernst Múzeum, Budapest / Balatoni Nyári Tárlat, Balatoni Múzeum, Keszthely
- 1967 IV. Országos Grafikai Biennálé, Miskolci Galéria, Miskolc
- 1968 In memoriam Kassák, Szent István Király Múzeum, Székesfehérvár
- 1969 G. Mladosy, Varsó / In memoriam Kassák, Kossuth Lajos Tudományegyetem, Debrecen / Kassák Lajos Művelődési Ház, Budapest / Magyar művészet 1945–1969, Műcsarnok, Budapest / Hommage à Victor Vasarely, Fészek Klub, Budapest / Kortársaink (Attalai Gábor, Bak Imre, Fajó János, Hencze Tamás, Keserü Ilona, Lantos Ferenc, Molnár Sándor, Nádler István), Fészek Klub, Budapest
- 1970 Mozgás '70, Janus Pannonius Múzeum, Pécs / Új geometrikus és strukturális törekvések, József Attila Művelődési Központ, Salgótarján / Kinetika és geometria, Fészek Klub, Budapest / Wystawa grupy artystów Wegierskich, Biuro Wystaw Artystycznych, Poznań / Łódź / M. Pomorza Zachodniego, Szczecin / VI. Grand Prix International d'Art Contemporain de la Principauté de Monaco, Hall de l'Exposition, Palais des Congrès, Monte-Carlo / Ungarische Künstler (Attalai Gábor, Bak Imre, Csiky Tibor, Fajó János, Hencze Tamás, Lantos Ferenc, Nádler István, Szatmári) Kunstverein, Oldenburg
- 1971 III. Országos Kisplasztikai Biennálé, Tudomány és Technika Háza, Pécs / Új művek, Műcsarnok, Budapest / Sechs Ungarische Künstler zum ersten mal in Wien (Bak Imre, Fajó János, Hencze Tamás, Nádler István, Pauer Gyula, Tót Gábor), Galerie im Griechenbeist, Bécs / Kortársaink: Tíz ország fiatal képzőművészeinek grafikái, Fészek Klub, Budapest
- 1972 Mladi umetnici iz Budimpeste, Likovni Salon, Újvidék / Modern grafika, Tudomány és Technika Háza, Pécs / Ungarische Avantgarde '72, Kunstverein, Kaponier Vechta, Oldenburg
- 1973 Kopernikusz emlékkiállítás, Budapesti Műszaki Egyetem / Aspekten van hadendaagse Hongaarse Kunst, Utrecht / Ungarische Künstler '73. Acht Konstruktivisten, Kunstverein, Frechen / Konstruktív tendenciák a magyar művészetben, Dalles Terem, Bukarest / Werke der VIII. Internationalen Malerwochen in der Steiermark, Neue Galerie am Landesmuseum Joanneum, Graz
- 1974 L'Art Hongrois du XXe Siècle. Válogatás a pécsi Modern Magyar Képtár anyagából, Palais du Rhin, Strasbourg / 5. Nemzetközi Grafikai Biennálé, Krakkó / Künstler machen Fahnen, Forum Kunst, Rottweil / Ungarische Kunst '74, Kunstverein, Oldenburg / 9. International B. of Prints, Tokió / Intergrafik '74. Katowice / 1. International Grafik Biennálé, Segovia
- 1975 X. Internationalen Malerwochen, Neue Galerie, Graz / Neue Ungarische Konstruktivischten, Kunstmuseum, Bonn / XI. Nemzetközi Grafikai kiállítás, Moderna G., Ljubljana / 1. Grafika Creativa Suomi, Alvar Aalto Múzeum, Jyväskylä
- 1976 V. Országos Kisplasztikai Biennálé, Pécs / Modern grafika, Janus Pannonius Múzeum Modern Képtár, Pécs; Kaposvár; Békéscsaba; Miskolc; Szekszárd / Pesti Műhely (Bak Imre, Fajó János, Hencze Tamás, Keserü Ilona, Mengyán András, Nádler István), Budapest / Munkácsy Mihály Múzeum, Békéscsaba / Színes sokszorosítás, Józsefvárosi Galéria, Budapest / Ungarische avantgarde, Galerie von Bartha, Bázel / Győri Művésztelep, Rába Művek, Győr / Nemzetközi Grafikai Bemutató, Kalifornia
- 1977 Fa és környezet, Kossuth Múzeum, Cegléd / Műhely-Budapest. Grafika, kisplasztika, Ifjúsági Ház, Pécs / Modern grafika '76, Színház téri Kiállítóterem, Pécs / Új konstruktivisták, Színház téri Kiállítóterem, Pécs / A Győri Művésztelep 8. kiállítása, Xantus János Múzeum Képtára, Győr / Fémplasztikai szimpozion, Rába Művek, Győr / Magyar művészet, Kunsthalle, Düsseldorf / Museum der Stadt, Solothurn; Schubladenmuseum für moderne Kunst, Zürich / Szimpozionok '76. Józsefvárosi Kiállítóterem, Budapest
- 1978 / Hongaarse Konstruktivistische Kunst 1920–1977, Kruithuis, Amszterdam / Tízéves a szimpozion-mozgalom, Józsefvárosi Kiállítóterem, Budapest / Budapesti Műhely Alkotócsoport kiállítása (Bak Imre, Fajó János, Hencze Tamás, Keserü Ilona, Mengyán András, Nádler István), Járási Művelődési Központ, Dorog / Rába '78. A Győri Művésztelep szobrászainak kiállítása, Műcsarnok, Győr / 7. Nemzetközi Grafikai Biennálé, Krakkó / 4. Norske Internasjonale Grafikk Biennálé, Fredrikstad
- 1979 Ungarische Konstruktivische Kunst 1920–1977, Kunstverein, München / Fa és környezet, Kossuth Múzeum, Cegléd / Dimenziók, Katona József Múzeum, Kecskemét / VI. Országos Kisplasztikai Biennálé, Pécsi Galéria, Pécs / Utcabútorok, Józsefvárosi Kiállítóterem, Budapest
- 1980 / Tendenciák, 1970–1980, Geometrikus és strukturális törekvések, Óbuda Galéria, Budapest / XXXIX. velencei biennále, Velence / Ungarsk Konstruktivisme, Henie Onstad Kunstsenter, Hovikodden; Nordjyllands Kunstmuseum, Aalborg
- 1981 Nyitás I, Fészek Galéria, Budapest / Pesti Műhely 1974–1981, Pécsi Galéria, Pécs / XX. sz.-i művészet Pogány Zsolt gyűjteményében, Szent István Király Múzeum, Székesfehérvár / VII. Országos Kisplasztikai Biennálé, Pécsi Galéria, Pécs / Ungersk Konst 1905–1980, Liljevalchs Konsthall, Stockholm / Ungarske Konstruktivister, Kunstmuseum, Göteborg / The constructivist heritage, The Art Gallery at Harbourfront, Toronto
- 1982 Fekete-fehér (Bak Imre, Csiky Tibor, Fajó János, Gulyás Gyula, Harasztÿ István, Hencze Tamás), Műcsarnok, Budapest / Artisti Ungheresi, G. d'arte San Carlo, Nápoly
- 1983 Új művészetért 1960–1975, Bartók Béla Művelődési Központ és Móra Ferenc Múzeum, Szeged / Kupola Galéria, Szeged / Meditáció II., Bartók 32 Galéria, Budapest / Pesti Műhely 1974–1983, Józsefvárosi Galéria, Budapest
- 1984 15 éves a Győri Művésztelep, Xantus János Múzeum, Győr / Józsefvárosi Galéria (Bak, Bányász, Fajó, Dargay, Hencze, Jovánovics, Somfai, Trombitás), Budapest / Centro Documentazione Edizioni Arte, Róma
- 1986 Aspekte ungarischer Malerei der Gegenwart, Stadthalle, Hagen
- 1987 Régi és új avantgárd (1967–75). A huszadik század magyar művészete, Csók Képtár, Székesfehérvár / De Constructie. Constructivistische tendensen in de hedendaagse Hongaarse Kunst, M. Fodor, Amszterdam / Aspekte ungarischer Malerei der Gegenwart, Erholungshaus der Bayer AG., Leverkusen; Stadthaus-Galerie, Münster
- 1988 Tavaszi Tárlat, Magyar Képzőművészek és Iparművészek Szövetsége, Műcsarnok, Budapest
- 1989 Meditáció VI., Bartók 32 Galéria, Budapest / Szimmetria és aszimmetria, Magyar Nemzeti Galéria, Budapest / Konstruktive Druckgraphik aus Ungarn, Kunstverein, Passau / Madarské vytvarné umení XX století (1945–1988), Národní G., Prága / Magyar konstruktivizmus, Magyar Kultúra Háza, Berlin; Kunstmesse, Bázel (Műgyűjtők Galéria)
- 1990 Mozgás '70–90, Janus Pannonius Múzeum, Modern Képtár, Pécs
- 1991 Hatvanas évek. Új törekvések a magyar képzőművészetben, Magyar Nemzeti Galéria, Budapest / Meditáció VII., Bartók 32 Galéria, Budapest
- 1992 Hungarica-Arte ungherese degli anni 80 e sue origini, M. d'Arte Moderna, Bolzano
- 1993 Kortárs képzőművészet Magyarországon. Art MADI, Műcsarnok, Győr
- 1994 Szabad geometria az absztrakt művészetben. MADI, Kassák Lajos Emlékmúzeum, Budapest / A 80-as évek – Képzőművészet, Ernst Múzeum, Budapest / Art Cologne, Kövesdy Galéria, New York; International Kunstmarkt, Köln
- 1995 Szabad geometria, Kassák Lajos Múzeum, Budapest / Budapest 1970–1995, Galerie von Bartha, Bázel / Láthatatlan, Műcsarnok-Palme Ház, Budapest / Projekt 30 x 30. Konkrete Kunst International, Stedelijk M., Amszterdam / Art Basel Galerie von Bartha, Bázel / Jeder Meter für die Kunst, Hünfeld / Art Cologne, Kövesdy Galéria, New York
- 1996 Hommage à Kassák, Kassák Lajos Emlékmúzeum, Budapest / Art Cologne, Galerie Erdész-Menshikoff, Köln / Art Cologne, Kövesdy Galéria, New York; Köln / GeoGrafie-GeoMetrie, Albertina, Bécs / A László Károly-gyűjtemény, Műcsarnok, Budapest / MADI 50. 1946–1996, Centro de Exposiciones y Congresos, Zaragoza / A művészeten túl, Ludwig Múzeum, Budapest
- 1997 Olaj/vászon, Műcsarnok, Budapest / Kunst im Ost Europa, Kunstmuseum, Bochum / Konstruktív törekvések Kassáktól napjainkig, BAUMAX, Budapest / Chefs-d'oeuvre de la peinture et sculpture contemporaines hongroises, WPO Székház, Genf
- 1998 Rejtett kincsek. Vass László gyűjteményéből, Janus Pannonius Múzeum, Pécs / Kunst von Dach, Kunstwerkstatt Kaserne Basel, Bázel / Euro-MADI fesztivál. Párizs-Győr-Budapest, Városi Múzeum, Győr.
- 2006 Szín-tér-mozgás: Bak Imre, Fajó János, Haász István, Harasztÿ István, Hetey Katalin, Konok Tamás kiállítása, Vadnai Galéria, Budapest
- 2007 Hommage à Kassák Lajos: válogatás a Mobil Madi Múzeum anyagából, Borsos Miklós Múzeum, Győr
- 2007–2008 Három mappa – tizenkét művész – nemzetközi grafikai kiállítás, Fény Galéria, Budapest
- 2008 X. Állami Művészeti Díjazottak kiállítása, Magyar Alkotóművészek Háza (elődje: Olof Palme Ház – Millennium Szalon), Budapest
- 2011 Constructivist: MADI artists from East-Central Europe. Fajó János, Vjacsiszlav és Anna Kolejcsuk, valamint Saxon-Szász János közös kiállítása, Museum of Geometric and MADI Art, Dallas

## Szakirodalom (válogatás)
- Fábián László irása Fajó Jánosról. Budapest, Képzőművészeti Alap, 1979. ISBN 9633361737
- Konstruktív geometrikus törekvések Kassáktól napjainkig, bauMax-x kiállítás, 1997. szeptember 11-től október 31-ig, (Kiáll. szerk. Fajó János), Budapest, bauMax Magyarország Rt., 1997. 25 o. ill.
- Síkfestészet: A mód, a módszer, Budapest, Osiris, Magyar Iparművészeti Egyetem, 1999 ISBN 9633799759
- Az én mesterem: Kassák műhelyében. Budapest, Vince Kiadó, 2003. ISBN 9639552003
- Rögeszméim – Eszméim rögei: Hagyományról, kompetenciáról, Budapest, Vince Kiadó, 2009

## Elismerései (válogatás)
- 1985 Munkácsy Mihály-díj
- 2008 Kossuth-díj